# Olaf Velte
Olaf Velte (* 7. Juni 1960 in Bad Homburg vor der Höhe) ist ein deutscher Schriftsteller.

## Leben
Olaf Velte ließ sich nach dem Schulabschluss 1979 zunächst 1981–1984 zum Verlagskaufmann ausbilden. Anschließend studierte er bis 1994 Germanistik, Philosophie und Theater-, Film- und Fernsehwissenschaften an der Universität Frankfurt.
Velte verfasst Gedichte, Erzählungen, Essays, Texte für den Hörfunk sowie Buchbesprechungen. Seit 1993 ist er als freier Autor und Schafzüchter tätig. Darüber hinaus leitet er eine freie Theatergruppe und arbeitet seit 2007 als Journalist für Tageszeitungen und Newslettern. Am 21. Juli 2020 sendete die HR-Hessenschau ein Porträt über den Lyriker. Ein 43-minütiges Langporträt brachte der Hr-Hörfunk-Kultursender HR2 am 20. Januar 2020 in der Sendereihe „Doppelkopf“.
Inhaltlich befasst sich Veltes lyrisches Schaffen vorrangig mit den Menschen und Landschaften des Taunus in Geschichte und Gegenwart. Alte Flurnamen werden von ihm interpretiert, mythische soziale Typen wie Räuber und Flurschützen untersucht, der Feldberg (879 m) als maßgeblichste Erhebung des Taunus ins Visier genommen. Ursprünglich angeregt wurde seine Kreativität durch die generationstypische US-amerikanische Beat-Literatur, die auch im für ihn wegweisenden Hessischen Literaturforum mit Sitz in Frankfurt am Main verankert war. Später beschäftigte er sich in eigenen Gedichtbänden mit Geschichtsgrößen wie Eduard Mörike, Wilhelm Raabe und Christian Reuter.
Der verheiratete Vater zweier Kinder lebt und arbeitet in Wehrheim/Taunus.

## Einzeltitel (Auswahl)
- Niedriger Ackergang. Gedichte. 1995.
- Ein Kragen aus Erde. Gedichte. 2000.
- Herr Auditeur Grabbe. Erzählung. 2002.
- Landmarken. Gedichte. 2003.
- Neben mir einer, der sich Mörike nennt. Frankfurt am Main 2004, ISBN 978-3-933974-79-2.
- Räuber Feuer Brüder. Gedichte. 2005.
- Mengfrucht. Gedichte, mit Radierungen von Vroni Schwegler. 2006.
- Träumt Raabe. Erzählung. 2007.
- Schindäcker rauhe Gärten. Gedichte. Stadtlichter Presse, Wenzendorf 2008, ISBN 978-3-936271-35-5. Mit einem Nachwort von Caroline Hartge.
- Mit der Axt. Gedichte. Stadtlichter Presse, Wenzendorf 2013, ISBN 978-3-936271-68-3. Mit einem Nachwort von Werner Söllner.[5]
- Ein paar Dichter. Gedichte. Axel Dielmann – Verlag, Frankfurt am Main 2013, ISBN 978-3-86638-171-1.
- Reuters Kiste. Eine Exkursion. Axel Dielmann – Verlag, Frankfurt am Main 2015, ISBN 978-3-86638-916-8.
- Ein gewisser Christian Reuter aus Kütten. Eine Familien- und Hofgeschichte. Axel Dielmann – Verlag, Frankfurt am Main 2015, ISBN 978-3-86638-930-4.
- Unterm Feldberg. Gedichte. Stadtlichter Presse, Wenzendorf 2017, ISBN 978-3-936271-95-9.
- Die Gänge des Flurschütz. Gedichte, mit Holzschnitten von Heike Küster. Stadtlichter Presse, Wenzendorf 2018.
- Schmales Licht. Gedichte. Stadtlichter Presse, Wenzendorf 2020, ISBN 978-3-947883-15-8.
- Veltes große Poesie der Bocksprünge. Axel Dielmann – Verlag, Frankfurt am Main 2022, ISBN 978-3-86638-363-0.
- Hoodoo Voodoo Pop. Musikbesprechungen. Axel Dielmann – Verlag, Frankfurt am Main, 2024, ISBN 978-3-86638-441-5.
- Draußen in Liebspringe. Gedichte. Stadtlichter Presse, Buxtehude 2025, ISBN 978-3-947883-48-6.

## Beiträge in Anthologien und Zeitschriften (Auswahl)
- Axel Kutsch (Hrsg.): Versnetze, Versnetze_zwei, Versnetze_drei. Deutschsprachige Lyrik der Gegenwart (2008, 2009, 2010).
- Theo Breuer (Hrsg.): NordWestSüdOst. Gedichte von Zeitgenossen. 2003, ISBN 3-87512-192-9.
- Shafiq Naz (Hrsg.): Der deutsche Lyrikkalender 2010. 2009.

- Literaturzeitschriften: Am Erker, Der Literaturbote, Faltblatt, Signum, Stadtgelichter u. a.

## Auszeichnungen (Auswahl)
- 2003: Förderpreis der Deutschen Schiller-Stiftung von 1859
- 2004: Moldaustipendium des Landes Hessen

## Belege
1. 1 2 3  Autorenprofil-Kurzbiografie beim Dielmann-Verlag, abgerufen am 21. Juli 2020
2. ↑  Autorenprofil Olaf Velte bei der Frankfurter Rundschau, abgerufen am 21. Juli 2020
3. ↑  Olaf Velte | hessenschau-poesiealbum 5:20 Min., hessenschau.de, abgerufen am 21. Juli 2020
4. 1 2  Doppelkopf: Am Tisch mit Olaf Velte, "Taunus-Lyriker", hr2.de vom 20. Januar 2020, abgerufen am 21. Juli 2020
5. ↑  Olaf Velte: Mit der Axt, planetlyrik.de vom 12. März 2020, abgerufen am 21. Juli 2020

| Personendaten    | Personendaten            |
| ---------------- | ------------------------ |
| NAME             | Velte, Olaf              |
| KURZBESCHREIBUNG | deutscher Schriftsteller |
| GEBURTSDATUM     | 7. Juni 1960             |
| GEBURTSORT       | Bad Homburg vor der Höhe |